# Рибакі (гміна Добжинево-Дуже)
Рибакі (пол. Rybaki) — село в Польщі, у гміні Добжинево-Дуже Білостоцького повіту Підляського воєводства.
Населення — 21 особа (2011).
У 1975-1998 роках село належало до Білостоцького воєводства.

## Демографія
Демографічна структура станом на 31 березня 2011 року:
|          | Загалом | Допрацездатний вік | Працездатний вік | Постпрацездатний вік |
| -------- | ------- | ------------------ | ---------------- | -------------------- |
| Чоловіки | 11      | 3                  | 7                | 1                    |
| Жінки    | 10      | 1                  | 6                | 3                    |
| Разом    | 21      | 4                  | 13               | 4                    |